# 수코타이 왕국
수코타이 왕국(태국어: อาณาจักรสุโขทัย, 1249년 ~ 1438년)은 태국 최초의 통일 왕국이다.

## 역사
태국은 이전에는 캄보디아 왕국의 영토에 속해 있었는데 12세기경부터 태국인의 토후국이 북부 태국에 할거하여 수코타이 왕국이 형성되었다.
타이족으로 형성된 이 나라는 13세기 후반의 람캄행 대왕의 치정하에서 전성기를 맞아 오늘의 태국 대부분을 영토로 한 대국으로 성장했다. 람캄행 대왕은 짜오프라야강(메남강) 중·하류 지대를 합치고 말레이 반도의 일부까지 영토를 확장했다. 원나라(元朝)와는 밀접한 관계를 가져 대왕은 스스로 중국을 방문하기도 했다.
이때 중국의 도공을 데리고 와서 이후 스완칼로크 자기로서 알려져 있는 태국의 도자기가 발달했다. 또한 미얀마에서 발달한 상좌부 불교(上座部佛敎)가 들어왔고, 캄보디아로부터는 예술 ·행정 조직에 영향을 받는 등 주위의 문화가 풍부하게 들어왔다. 그러나 태국 자체의 민족 문화가 싹틀 무렵이기도 하여 타이 문자가 이 시기에 만들어졌다.
람캄행 대왕의 사후 왕국의 세력은 쇠퇴하였고, 남쪽의 짜오프라야강 하류지역인 아유타야를 수도로 하는 아유타야 왕국이 번성해갔다. 이 아유타야 왕국은 1347년에 수코타이 왕국을 속국화하고 태국 전토의 통일을 꾀하였으며, 1438년에 수코타이 왕국을 완전히 합병하면서 수코타이 왕국은 멸망하게 된다.

## 역대 국왕
1. 포 쿤 쓰리 인드라딧야 (1249년 ~ 1257년)
2. 포 쿤 반 무앙 (1257년 ~ 1277년)
3. 포 쿤 람캄행 (람캄행 대왕, 1277년 - 1298년 또는 1317년)
4. 푸 프라야 씨 쏭클람
5. 포 쿤 로에타이 (1298년 ~ 1347년)
6. 포 쿤 응우아남톰 (1347년)
7. 탐마라차 I 또는 프야 리타이 (1347년 ~ 1368년 또는 1374년)
8. 탐마라차 II 또는 프야 루타이 (1368년 또는 1374년 ~ 1399년)
9. 탐마라차 III 또는 프야 싸이루타이 (1399년 ~ 1419년)
10. 탐마라차 IV (1419년 ~ 1438년)

## 같이 보기
- 아유타야 왕조